# Junghwa
Jung-hwa (hangul: 정화), também escrito como Jeong-hwa ou Jong-hwa, é um prenome coreano, mais usado como um nome feminino. Seu significado difere baseado no hanja usado para escrever cada sílaba do nome. Há 75 hanja com a leitura "jung" e 5 hanja com a leitura "hwa", na lista oficial de hanja do governo sul-coreano, que pode ser registrado para uso em outros nomes.

## Pessoas
- Uhm Jung-hwa (1969), cantora, dançarina e atriz sul-coreana
- Park Jung-hwa (1995), cantora, rapper e atriz sul-coreana, integrante do grupo feminino EXID.